# Roger de Clare, 2. Earl of Hertford

Wappen der Familie de Clare

Roger de Clare, 2. Earl of Hertford († 1173) war ein anglonormannischer Adliger.
Er war ein Sohn von Richard FitzGilbert de Clare und dessen Frau Adeliza, Tochter von Ranulph le Meschin, 1. Earl of Chester. Nach dem Tod seines älteren Bruders Gilbert, der 1152 ohne männliche Nachkommen starb, erbte er die südenglischen Besitzungen Clare und Tonbridge und den Titel eines Earl of Hertford. Der von König Stephan geschaffene Titel wurde vom neuen König Heinrich II. bestätigt, dennoch wurde Roger oft auch Earl de Clare genannt. 

## Kampf um die walisischen Besitzungen
Roger versuchte die von seinem Großvater Gilbert de Clare eroberten Besitzungen im walisischen Ceredigion zurückzuerlangen, die nach dem Tod seines Vaters und der Schlacht von Crug Mawr 1136 wieder von Walisern erobert worden waren. 1157 nahm er am Feldzug Heinrichs II. nach Nordwales teil, wo er während eines Gefechts am Coleshill die von Henry d’Essex verlorene königliche Standarte rettete. Nach dem Frieden Heinrichs mit dem walisischen Fürsten Lord Rhys erwarb er 1158 Cardigan, Aberdyfi und eine Reihe von anderen walisischen Burgen. Eine dieser Burgen, Castell Hywel wurde jedoch von Rhys Neffen Einion erobert und geplündert. 1159 versuchte Roger vergeblich mit vier weiteren englischen Earls sowie einer Allianz walisischer Fürsten Lord Rhys aus dem südwalisischen Cantref Mawr zu vertreiben. Als Einion 1163 heimtückisch im Schlaf von einem seiner Gefolgsmänner ermordet wurde, nahm Roger den Mörder auf. Lord Rhys verdächtigte Roger deshalb der Anstiftung zu dem Mord und griff seine Besitzungen in Ceredigion an. Nach dem fehlgeschlagenen walisischen Feldzug Heinrichs II. von 1165 konnte Lord Rhys im Gegenzug Cardigan Castle und ganz Ceredigion erobern. Damit waren die walisischen Besitzungen seines Vaters für Roger endgültig verloren.

## Gefolgsmann des Königs und Streit mit Thomas Becket
Roger begleitete den König mindestens zweimal nach Frankreich, einmal vermutlich 1156, als er bei der Belagerung von Chinon anwesend war, und im Winter von 1160 bis 1161. Bei dieser Reise geriet Roger mit Thomas Becket in Streit, der gerade Erzbischof von Canterbury geworden war und deswegen Rogers Huldigung für Tonbridge Castle forderte. Roger verweigerte diese, was zu einem fortdauernden Streit führte, bis Erzbischof Hubert Walter 1194 die Huldigung von Rogers Sohn und Erben erhielt. Dieser Streit war mit eine Ursache für das Zerwürfnis zwischen dem König und dem Erzbischof, da der König Rogers Haltung unterstützte. Roger nahm an dem Treffen in Clarendon im Januar 1164 teil, als Becket mit den Constitutions of Clarendon konfrontiert wurde, deren Zustimmung er verweigerte. 
1171 begleitete er den König bis Pembroke, von wo dieser sich nach Irland einschiffte. Während der Rebellion der Söhne Heinrichs gegen ihren Vater verhielt er sich unentschlossen, da die Familie seiner Frau sich der Rebellion anschloss. Der König versuchte ihn auf seine Seite zu ziehen, in dem er ihm weitere Ländereien gab, doch er starb, bevor er eindeutig Partei ergreifen musste. Er wurde in Stoke bei Clare in Suffolk begraben. Sein Nachfolger und Erbe wurde sein Sohn Richard.

## Familie und Nachkommen
Er war mit Matilda (auch Maud genannt) verheiratet, einer Tochter von James de St Hilaire (oder St Hilary), einem englisch-bretonischen Grundbesitzer. Das Paar hatte mehrere Kinder, darunter 
- Richard, * wohl 1153, † 28. November 1217, 3. Earl of Hertford
- Mabel; ⚭ William Helion
- Aveline, † 1225; ⚭ I William de Montchesney, † 1204; ⚭ II Geoffrey fitz Peter, 1. Earl of Essex, † 1213

Seine Witwe Matilda heiratete in zweiter Ehe William d’Aubigny, 2. Earl of Arundel.